# Ingvar Obieżyświat

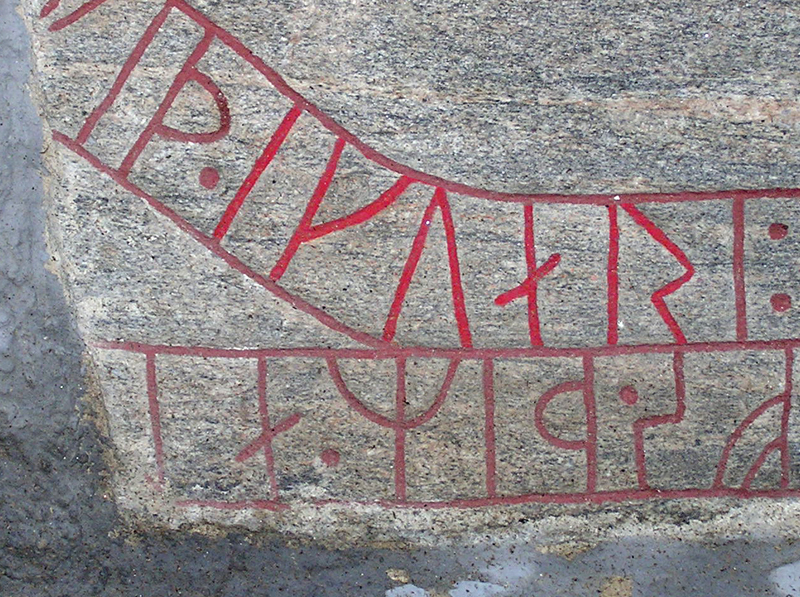
Inskrypcja IKUARI lub Ingvar na jednym z kamieni runicznych Ingvara (Sö 281)

Ingvar Obieżyświat (staronord. Yngvarr víðförli; ur. ok. 1010/1016, zm. ok. 1041) – wikiński wódz, który przewodził nieudanej kampanii przeciwko Persji w latach 1036–1042.

## Życiorys
Niewiele wiadomo o życiu Ingvara. W Szwecji poza kamieniami runicznymi nie wspominają o nim żadne źródła. Nieco więcej informacji zawiera Saga o Ingvarze Obieżyświecie oraz trzy islandzkie roczniki: Annales regii, Lögmanns annáll i Flateyjarbók, które wzmiankują o jego śmierci.
Istnieją trzy teorie co do jego pochodzenia. Według pierwszej wysuwanej przez Otto von Friesena i Elenę Melnikovą, saga zawiera prawdę i jest on synem Warega Eymundra, który z kolei był synem szwedzkiego wodza imieniem Áki i córki króla Eryka Zwycięskiego.
Druga teoria sugeruje, że Ingvar był synem szwedzkiego księcia Eymundra, który miałby być synem Eryka Zwycięskiego i bratem Olofa Skötkonunga. Hipotezę oparto na szacunkach wieku kamieni runicznych Ingvara, według których powstały one najwcześniej w XI wieku.
Trzecią teorię zaproponował F. Braun, który opierając się na informacjach zawartych na czterech kamieniach runicznych Ingvara zasugerował iż był on synem szwedzkiego króla Emunda Starego i wnukiem Olofa Skötkonunga.
Ingvar pochodził przypuszczalnie z prowincji Södermanland w Szwecji. Saga o Ingvarze Obieżyświecie wspomina o jednym epizodzie z jego dzieciństwa, kiedy to razem z Anundem Gårdske usiłował pogodzić swojego ojca Eymundra i króla Olofa.
Gdy dorósł zaczął domagać się od króla Olofa należnych mu tytułów, ale z powodu niepowodzeń postanowił wyprawić się na wschód. Wraz z nim wyruszyło wielu słynnych wikingów z Upplandii, Södermanlandii oraz prowincji nadmorskich. Na czele około trzydziestu statków dotarł do Gardariki (Krainy Grodów), a później rzecznymi drogami do Kijowa, gdzie został regentem grodu. Później udał się do Ani, stolicy Królestwa Armenii. Po powrocie do Kijowa miał pomagać Jarosławowi Mądremu w walce przeciwko Pieczyngom. Następnie wyruszył dalej na południe w kierunku morza Czarnego i Kaspijskiego, gdzie prowadził wyprawy łupieżcze i walczył z Saracenami. Tam też prawdopodobnie jego drużyna wzięła udział w bitwie pod Sasireti. Około 1041 roku w drodze powrotnej do Kijowa wybuchła epidemia dżumy lub czerwonki, która zabiła wielu ludzi, w tym Ingvara. Został pochowany w mieście Citopolis w specjalnie wzniesionym dla niego kościele.
Śmierć Ingvara i jego przyrodniego brata Haralda upamiętnia m.in. kamień runiczny z Gripsholm, na którym widnieje inskrypcja:
Tola wzniosła ten kamień na pamiątkę syna swego Haralda, brata Ingvara. Jak mężczyźni podążyli w dal za złotem, na wschodzie nakarmili orły. Zginęli na południu w Serklandii.